# معركة ليشفيلد (955)
معركة ليشفيلد (بالإنجليزية: Battle of Lechfeld 955)‏ عبارة عن سلسلة من الاشتباكات العسكرية على مدار ثلاثة أيام من 10-12 أغسطس 955، حيث قامت القوات الألمانية للملك أوتو الأول الكبير بإبادة جيش مجري بقيادة هاركا بولتشي وزعماء القبائل ليل وسير . النصر الألماني الكامل وضع حداً لغزو أوروبا اللاتينية من قبل المغيرين الأوروبيين.
قام المجريون بغزو دوقية بافاريا في أواخر يونيو أو أوائل يوليو 955 مع 8000-10000 من رماة الخيول والمشاة ومعدات الحصار، عازمين على جذب الجيش الألماني الرئيس تحت قيادة أوتو إلى المعركة في ميدان مفتوح وتدميره. فرض المجريون حصارًا على أوغسبورغ على نهر ليخ. تقدم أوتو للتخفيف عن المدينة بجيش يتكون من 8000 من سلاح الفرسان الثقيل، مقسمة إلى ثمانية جحافل.
مع اقتراب أوتو من أوغسبورج في 10 أغسطس، دمر هجوم مفاجئ مجري فيلق الحرس الخلفي البوهيمي لأوتو. توقفت القوة المجرية لنهب المعسكر الألماني وقاد الدوق كونراد الأحمر هجومًا مضادًا بسلاح الفرسان الثقيل وقام بتفريق المجريين ثم جلب أوتو جيشه في المعركة ضد الجيش المجري الرئيسي الذي منعت طريقه إلى اوغسبورغ. هزم سلاح الفرسان الثقيل الألماني المجريين المدججين بالسلاح والمدافع الخفيفة في قتال متقارب لكن الأخير تراجع في حالة جيدة.لم يطارده أوتو، وعاد إلى أوجسبورج خلال الليل وأرسل رسلًا لأمر جميع القوات الألمانية المحلية بعبور المعابر النهرية في بافاريا الشرقية ومنع المجريين من العودة إلى وطنهم. في 11 و 12 أغسطس، تحولت الهزيمة المجرية إلى كارثة، حيث أدى سقوط الأمطار الغزيرة والفيضانات إلى تباطؤ المجريين المنسحبين وسمحت للقوات الألمانية بتعقبهم وقتلهم جميعًا. تم القبض على القادة المجريين، ونقلوا إلى اوغسبورغ وشنقوا.
حافظ النصر الألماني على مملكة ألمانيا وأوقف التوغلات البدوية في أوروبا الغربية إلى الأبد. أعلن أوتو إمبراطورًا وأبًا للوطن من قِبل جيشه بعد النصر، ثم توج الإمبراطور الروماني المقدس عام 962 إلى حد كبير على أساس منصبه المعزز بعد ليشفيلد.